# Vesta Williams
Mary Vesta Williams (Coshocton, Ohio, Estados Unidos, 1 de Dezembro de 1957 – El Segundo, California, Estados Unidos, 22 de Setembro de 2011) foi uma artista e compositora americana, que realizou em gêneros como pop, jazz, adult contemporary e R&B. Originalmente creditada como Vesta Williams, que às vezes era simplesmente anunciada como Vesta início na Década de 1990. Ela era conhecida por seu alcance vocal de quatro oitavas. Certa vez, ela cantou "The Star Spangled Banner" para o Los Angeles Lakers usando todas as quatro oitavas. Embora Williams nunca teve nenhum álbum Gold Certified nem qualquer top 40 hits na Billboard Hot 100, ela marcou seis Top 10 hits no States Billboard nos Estad"Once Bitten, Twice Shy", "Sweet Sweet Love", "Special", e seu 1989 hit e canção de assinatura, "Congratulations".

## Discografia

### Álbums
| 1986                                  | Vesta                                                   | —   | 43 | A&M                              |
| 1988                                  | Vesta 4 U                                               | 131 | 26 | A&M                              |
| 1991                                  | Special                                                 | —   | 15 | A&M                              |
| 1993                                  | Everything-N-More                                       | —   | 65 | A&M                              |
| 1998                                  | Relationships                                           | —   | 55 | I.E. / PolyGram                  |
| 2000                                  | Winning Combinations (a compilation) with CeCe Peniston | —   | —  | A&M/Universal                    |
| 2007                                  | Distant Lover                                           | —   | —  | Shanachie                        |
| 2013                                  | Seven (posthomous album)                                | —   | —  | Bronx Bridge Entertainment, Inc. |
| "—" denotes the album failed to chart |                                                         |     |    |                                  |

### Singles
| Ano                                                        | Single                             | Posições | Posições | Posições | Posições             | Posições |
| Ano                                                        | Single                             | US       | US R&B   | US Dance | Dutch Single Top 100 | UK       |
| ---------------------------------------------------------- | ---------------------------------- | -------- | -------- | -------- | -------------------- | -------- |
| 1986                                                       | "Once Bitten, Twice Shy"           | —        | 9        | 45       | 20                   | 14       |
| 1987                                                       | "Something About You"              | —        | 46       | 21       | —                    | —        |
| 1987                                                       | "Don't Blow a Good Thing"          | —        | 17       | 5        | —                    | 89       |
| 1987                                                       | "Suddenly It's Magic"              | —        | —        | —        | —                    | 88       |
| 1987                                                       | "You Make Me Want To (Love Again)" | —        | 90       | —        | —                    | —        |
| 1988                                                       | "Sweet, Sweet Love"                | —        | 4        | —        | —                    | —        |
| 1989                                                       | "4 U"                              | —        | 9        | —        | —                    | —        |
| 1989                                                       | "Congratulations"                  | 55       | 5        | —        | —                    | —        |
| 1989                                                       | "How You Feel"                     | —        | 70       | —        | —                    | —        |
| 1990                                                       | "I'll Be Good to You" (with Najee) | —        | 9        | —        | —                    | —        |
| 1991                                                       | "Special"                          | —        | 2        | —        | —                    | —        |
| 1991                                                       | "Do Ya"                            | —        | 43       | —        | —                    | —        |
| 1993                                                       | "Always"                           | —        | 44       | —        | —                    | —        |
| 1998                                                       | "Somebody For Me"                  | —        | —        | —        | —                    | —        |
| 2010                                                       | "Dedicated"                        | —        | —        | —        | —                    | —        |
| 2012                                                       | "Better Days"                      | —        | —        | —        | —                    | —        |
| "—" denotes the single failed to chart or was not released |                                    |          |          |          |                      |          |

### Videoclipes
- Once Bitten, Twice Shy
- Something About You
- Don't Blow A Good Thing
- Sweet Sweet Love
- 4 U
- Congratulations
- How You Feel
- Special
- Do Ya
- Somebody For Me
- Dedicated